# Andy Kubert
Andrew "Andy" Kubert (nascido em 27 de fevereiro de 1962) é um quadrinista estadunidense, filho de Joe Kubert e irmão de Adam Kubert, ambos os quais também são quadrinistas. Ele é graduado e instrutor das classes do segundo ano na Joe Kubert School of Cartoon and Graphic Art, fundada por seu pai (que também leciona lá). Em 2015, desenhou The Dark Knight III: The Master Race, terceira parte da saga criada por Frank Miller.